# Chi Quỷ kiến sầu
Chi Quỷ kiến sầu hay chi Tật lê (tên khoa học Tribulus) là một chi thực vật có hoa trong họ Zygophyllaceae.

## Loài

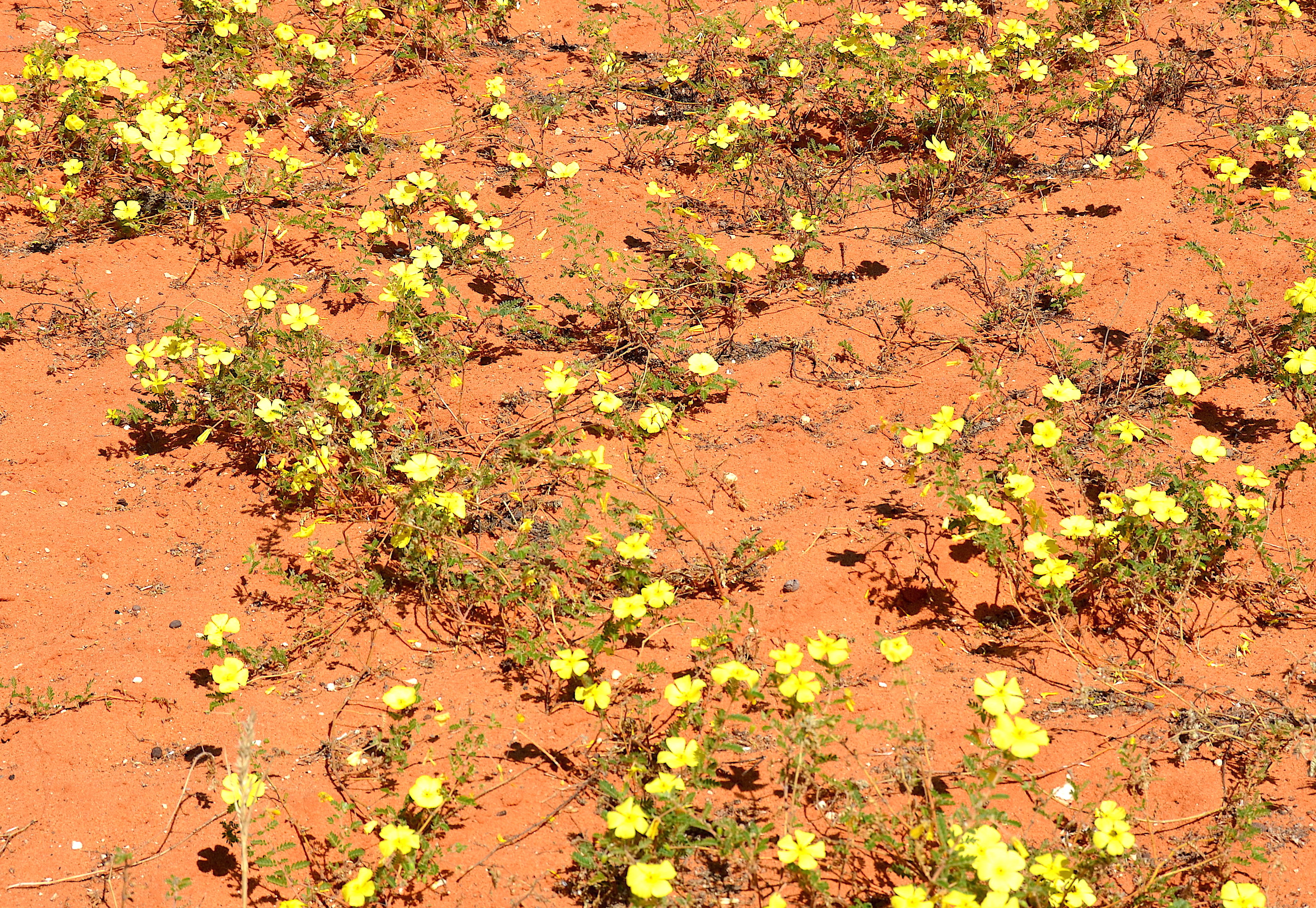
Tribulus zeyheri growing in the Kalahari Desert in Namibia

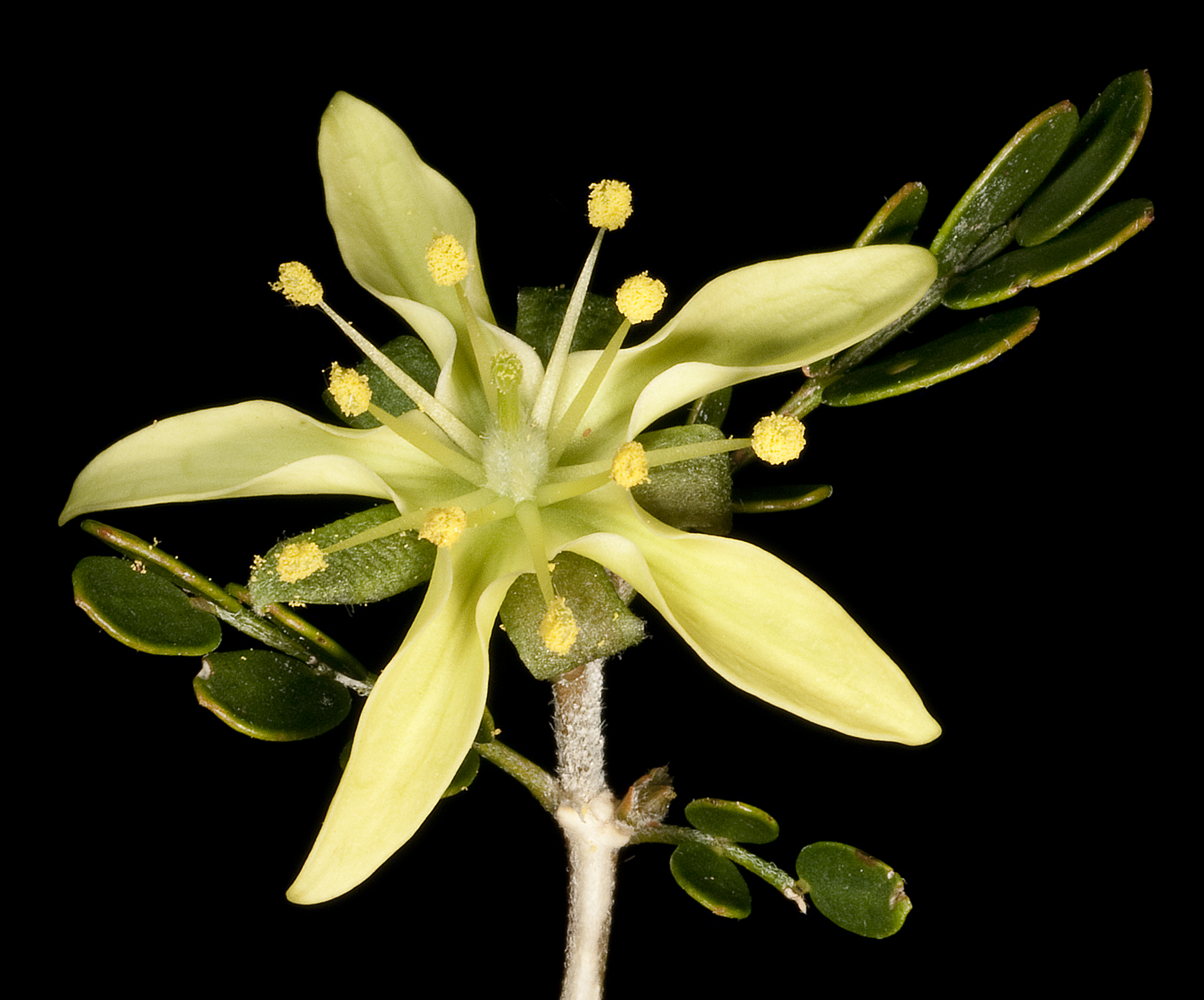
Tribulus platypterus

(According to Plants of the world online)
1. Tribulus adelacanthus R.M.Barker
2. Tribulus arabicus Hosni
3. Tribulus astrocarpus F.Muell.
4. Tribulus bimucronatus Viv.
5. Tribulus cistoides L.
6. Tribulus cristatus C.Presl
7. Tribulus echinops Kers
8. Tribulus eichlerianus K.L.Wilson
9. Tribulus excrucians Wawra
10. Tribulus forrestii F.Muell.
11. Tribulus hirsutus Benth.
12. Tribulus hystrix R.Br.
13. Tribulus incanus Hosni
14. Tribulus kaiseri Hosni
15. Tribulus macrocarpus F.Muell. ex Benth.
16. Tribulus macropterus Boiss.
17. Tribulus megistopterus Kralik
18. Tribulus micrococcus Domin
19. Tribulus minutus Leichh. ex Benth.
20. Tribulus mollis Ehrenb. ex Schweinf.
21. Tribulus occidentalis R.Br.
22. Tribulus omanense Hosni
23. Tribulus parvispinus C.Presl
24. Tribulus pentandrus Forssk.
25. Tribulus platypterus Benth.
26. Tribulus ranunculiflorus F.Muell.
27. Tribulus securidocarpus Engl.
28. Tribulus spurius Kralik
29. Tribulus suberosus H.Eichler ex R.M.Barker
30. Tribulus subramanyamii P.Singh, G.S.Giri & V.Singh
31. Tribulus terrestris L.
32. Tribulus zeyheri Sond.